# トンチャモン
トンチャモン（동짜몽）は、1980年前後から1990年代にかけて韓国で流通した海賊版『ドラえもん』の呼称。トンチャモンとは、まるくて背の低いという意味の「トングルチャリモンタン（동글짜리몽땅）」
の略。なお、この時代の韓国は日本の大衆文化の流入が禁止されていた。

## 概要
トンチャモンは複数の出版社によりシリーズが発行され、「絵／キム・ヘラン（김혜란）」のTEENAGERS COMICS『トンチャモン（동짜몽）』（少年文化社（소년문화사））では全6巻が、「絵／イ・ヨンウォン（이용원）」のRAINBOW COMICS『未来の世界から来たロボット友達トンチャモン（미래의 세계에서 온 로봇친구 동짜몽）』（ジンソン文化社（진성문화사））では全7巻が発行されている。海賊版なのでどちらも表紙には韓国人作家の名前だけがあり、藤子不二雄の名はない。
なかでも、後者、ジンソン文化社版全7巻は1993年7月から1994年11月までの発行であり、トンチャモンが正規契約の直前まで発行されていたことがわかる。教保文庫では、全巻品切状態ではあるが、2010年現在もなおジンソン文化社版を商品として扱っている。

## 補足
- 正式版ドラえもん（도라에몽）は1994年12月から韓国で雑誌連載が開始、2001年4月から韓国でテレビ放映が開始された。
- インターネット上の幾つかのサイトでは、「オレンジ色のドラえもんのようなキャラクターが日本から韓国へ飛び移る」あるいは「オレンジ色のドラえもんのようなキャラクターが日本へ放屁している」イラスト [2]がトンチャモンであると紹介されているが多く見られるが、このイラストは中央日報が日本のアニメとしてドラえもんを紹介した際にドラえもんをイメージして描かれた挿絵であり、イラスト中のキャラクターはトンチャモンではない。また、このイラストにより、トンチャモンが、ドラえもんの海賊版ではなく、ドラえもんをもとに似せて作られた別の作品であるとの誤った認識がインターネット上で流布されている。
- 雑誌『ぼく、ドラえもん』第9号掲載の各国のドラえもんの翻訳事情を解説する記事の中で、韓国人タレントのユンソナはインタビューで「ドラえもんは韓国のものだと思ってました!」と韓国内の状況を語っている[3]。